# Velká (Milevsko)
Velká je vesnice, část města Milevsko v okrese Písek v Jihočeském kraji. Nachází se přibližně 5,5 kilometru západně od Milevska a tvoří exklávu města, která s jeho hlavní částí přímo nesousedí, ale je od ní oddělena územím obcí Zbelítov a Osek. Prochází zde silnice II/121. Velká leží v katastrálním území Velká u Milevska o rozloze 8,8 km².

## Historie
První písemná zmínka o vesnici pochází z roku 1552. Ves patřila k majetku Milevského kláštera. Po husitských válkách byla připojena k majetku Švamberků na hradě Zvíkov. Později byla ves majetkem Eggenbergů a posléze se dostala do panství Schwarzenbergů. V roce 1906 byl založen sbor dobrovolných hasičů. O pět let později ve vsi vypukl velký požár, který trval tři dny a při kterém shořelo 21 usedlostí.

## Přírodní poměry
Západně od vesnice se nachází přírodní památka Sobědražský prales. Předmětem ochrany této lokality je výskyt přestárlého bukového a dubového porostu s charakteristickou faunou vázanou na staré listnaté dřeviny, které zde byly vysazovány již od roku 1809. Vyskytuje se zde řada ohrožených dutinových ptáků (například lejsek malý) či tmavě zbarvená veverka obecná.

## Obyvatelstvo
| Rok            | 1869 | 1880 | 1890 | 1900 | 1910 | 1921 | 1930 | 1950 | 1961 | 1970 | 1980 | 1991 | 2001 | 2011 | 2021 |
| -------------- | ---- | ---- | ---- | ---- | ---- | ---- | ---- | ---- | ---- | ---- | ---- | ---- | ---- | ---- | ---- |
| Počet obyvatel | 521  | 566  | 494  | 471  | 441  | 412  | 395  | 277  | 241  | 215  | 194  | 142  | 119  | 99   | 100  |
| Počet domů     | 63   | 69   | 70   | 69   | 71   | 75   | 81   | 79   | 63   | 57   | 54   | 64   | 68   | 70   | 72   |

## Obecní správa
Při sčítání lidu v letech 1850–1976 Velká byla samostatnou obcí, se kterým patřila nejprve do okresu Milevsko, ale od roku 1960 v okrese Písek. Od 1. dubna 1976 do 31. prosince 1984 byla částí obce Zbelítov v okrese Písek. Od 1. ledna 1985 je částí města Milevsko v okrese Písek. Poté se Zbelítov opět osamostatnil, ale Velká již zůstala součástí Milevska.

## Sbor dobrovolných hasičů
Okolo roku 1905 ustanoven v obci Sbor dobrovolných hasičů, a na to ve postaveno hasičské skladiště nákladem obce. Dříve již byla obcí opatřena hasičská stříkačka firmy R.A. Smekal-Smíchov podle zachovaného dlužního úpisu na obecním úřadu v částce 1800 Kč. Celkem měl Sbor dobrovolných hasičů 25 členů.
Velký Požár postihl obec dne 7. září 1911. Začal v rolnické usedlosti Josefa Jedličky č. 10. Příčina nebyla zjištěna. Oheň vypukl v době velkého sucha, po úplné sklizni, při západním větru. Přenesl se přes sousední č. 8, chráněné topoly, na stodolu č. 7 a rozšířil se středem obce na jižní stranu. Požár trval asi tři dny, zničil úplně 21 usedlostí se vší úrodou zařízením hospodářů a zadusil několik kusů skotu, hříbat, mnoho vepřů, drůbeže atd. Většina vynesených věcí shořela na návsi, nebylo možno se přiblížit k ohni pro velký žár, neboť hodně stavení bylo dřevěných a kryto došky. O bydlení přišlo 33 rodin. Hašení ohně se zúčastnilo asi patnáct hasičských sborů. Škoda byla úředně odhadnuta na 426 000 korun. Pojištěni byli všichni, ale jen nepatrnými částkami. Sousední obce vypomáhaly postiženým, a nejnutnější stavby byly hotovy brzy po požáru, ostatní až příštím rokem.
V červnu roku 1931 byla provedena adaptace hasičské zbrojnice místními řemeslníky a upraveno prostranství před ní. Dne 6. prosince 1931 vypukl požár v Jickovicích. Místní požárníci se zúčastnili hašení požáru, které stěžoval silný mráz. Sbor hasičů na začátku roku 1935 zařídil nový stejnokroj za finanční podpory obce.

## Pamětihodnosti
- Lidová architektura, roubený špýchar[9] V Seznamu kulturních památek v okrese Písek jsou vedené tyto venkovské usedlosti: čp. 2, čp. 3, čp. 5.
- Výklenková kaple se nachází u posledního domu ve vsi směrem k osadě Svatý Jan.[10]
- U komunikace vedoucí do osady Svatý Jan se nalézá kamenný kříž.
- Kaple na návsi je zasvěcena Nejsvětější Trojici a je z roku 1862.[11] Před kaplí se nachází kříž.
- Socha svatého Jana Nepomuckého, která se nalézá na mostě přes Hrejkovický potok, nedaleko od kaple, je dar rodáků z Ameriky v roce 1910.[5] Na obdélníkové desce vsazené do kamenného podstavce je tento nápis: SVATÝ JENE NEPOMUCKÝ při svém lidu věrně stůj, v dobách těžkých milé vlasti zdaru, síly, vyprošuj. Své rodné obci ku věčné paměti věnovali manželé JAN a MARIE NOVOTNÝCH bydlící v CHICAGU v AMERICE r. 1910. Tato socha světce je také vedená v Seznamu kulturních památek v okrese Písek.
- Nedaleko od kaple se na mostě nachází kříž na kamenném podstavci.
- Kamenný kříž se nalézá u silnice 121 vedoucí do vesnice ve směru od Milevska vpravo v poli.
- Další kamenný kříž s jetelovitým ukončením ramen se nachází na vyvýšeném místě po levé straně před začátkem vesnice (u stejné komunikace 121 ve směru od Milevska).
- Na okraji vesnice západním směrem, u posledních domů se nachází drobný kříž na kamenném podstavci. Nápis na kulatém štítku je špatně čitelný.
- Na vrchu Chlum v lese se nalézal kamenný kříž. Kříž byl na místě, kde zastřelil pytlák Očko hajného Rodlera, kterému chodil za ženou. Na kříži je málo znatelný nápis: „Roku 1778 dne 13. dubna byl v tomto místě zastřelen Josef Rodler od pitlaře G. O.“[12] Kříž je uložen v lapidáriu milevského muzea.[13]

## Galerie

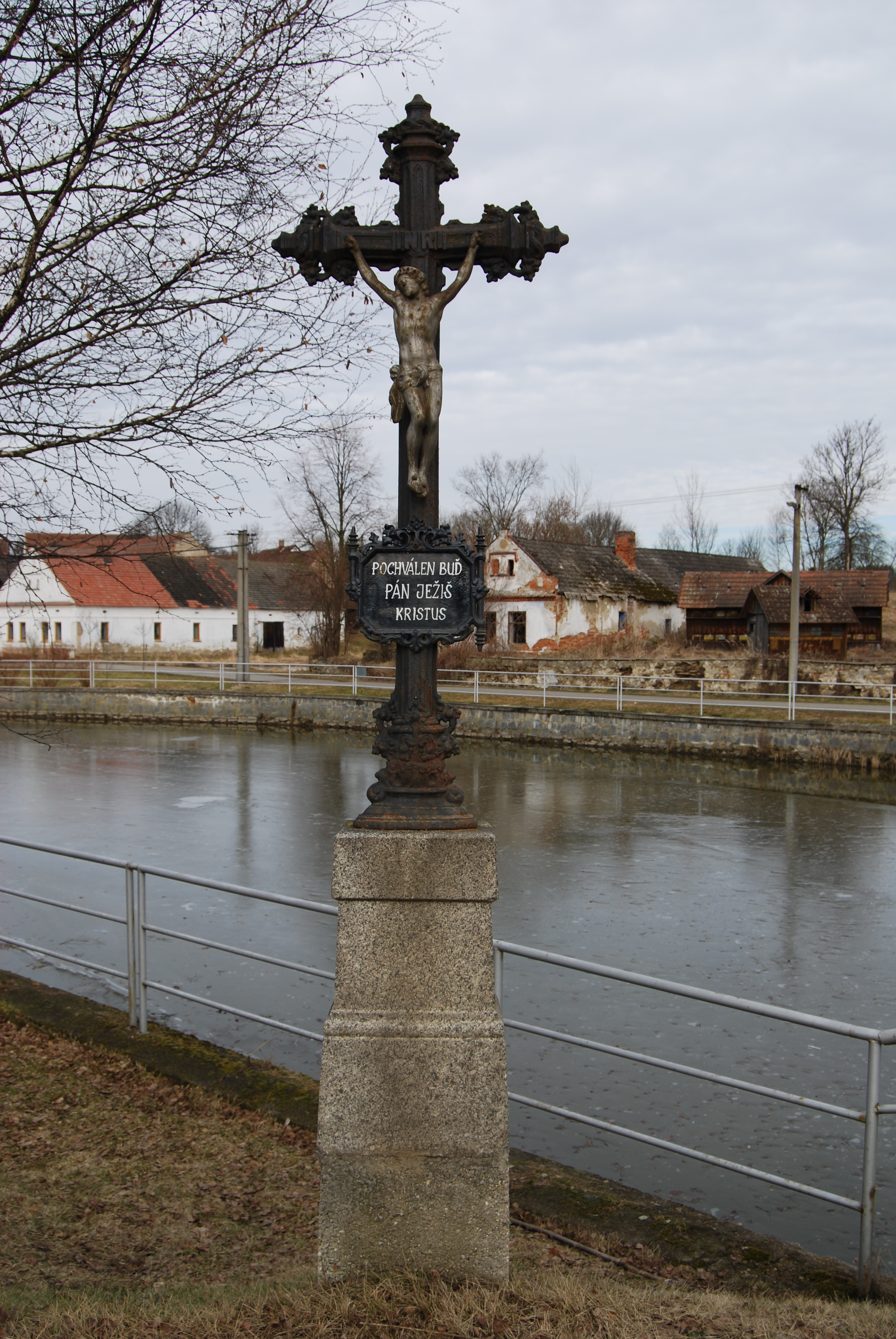
Kříž na mostě
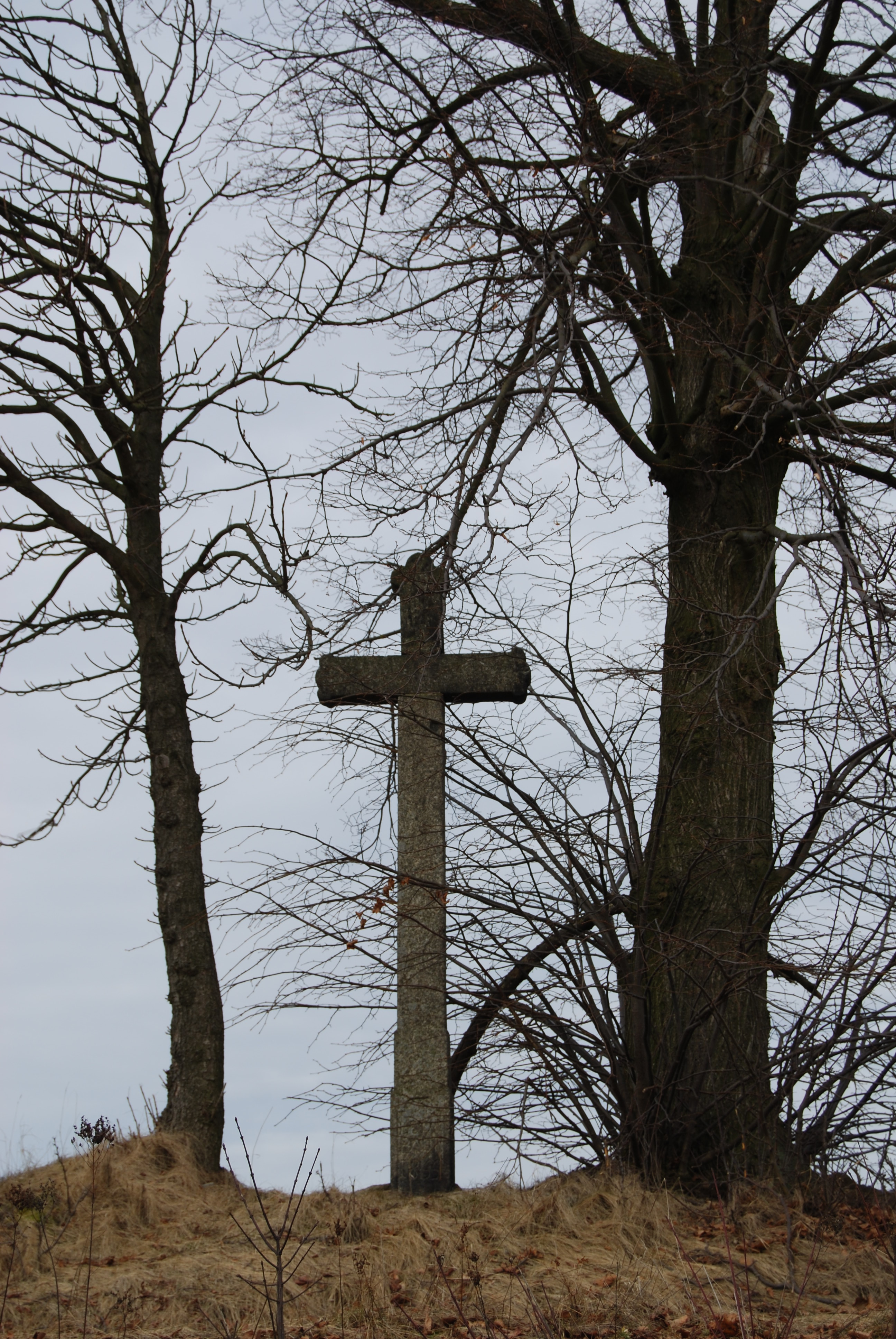
Kříž u silnice vedoucí do vsi
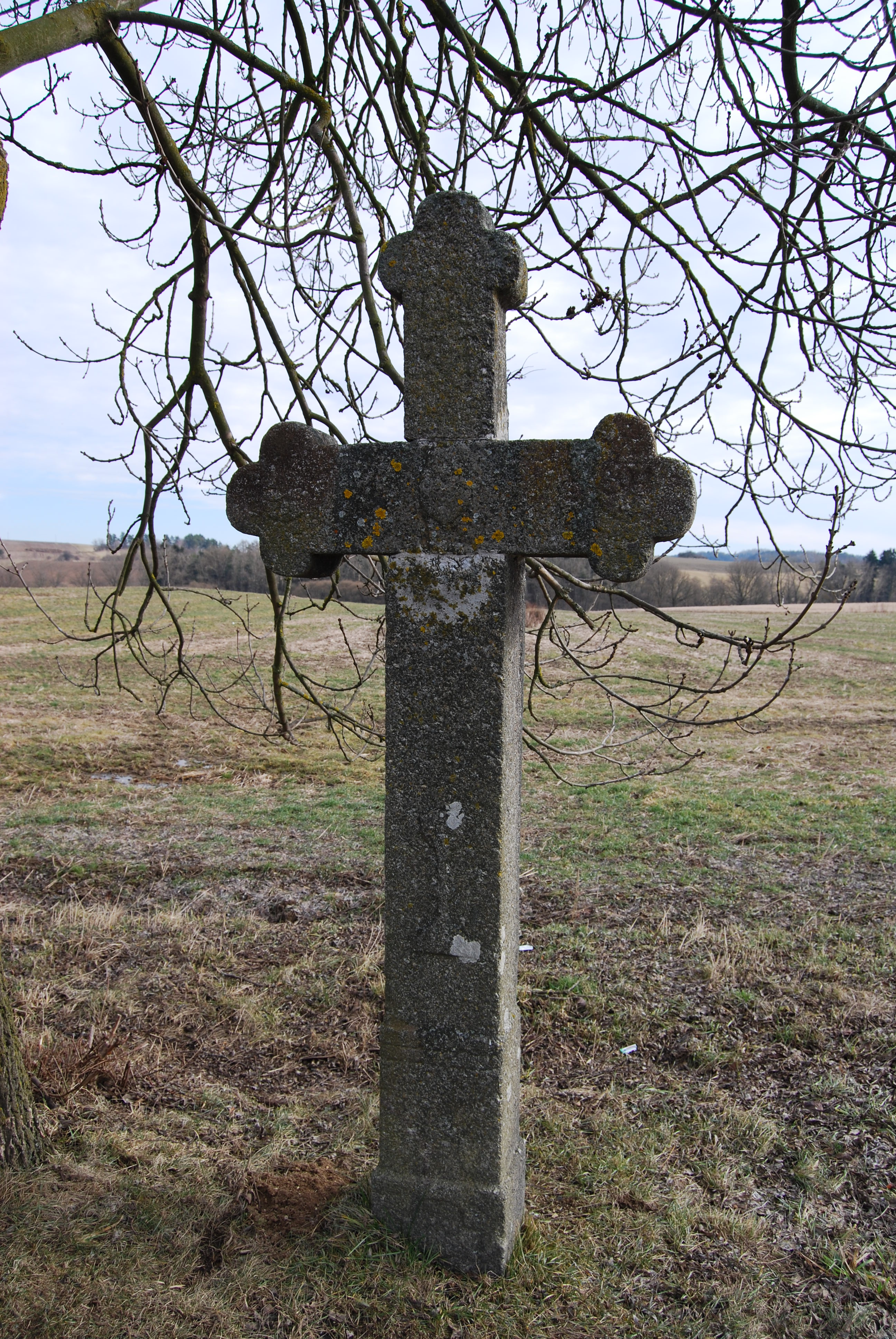
Kříž u silnice
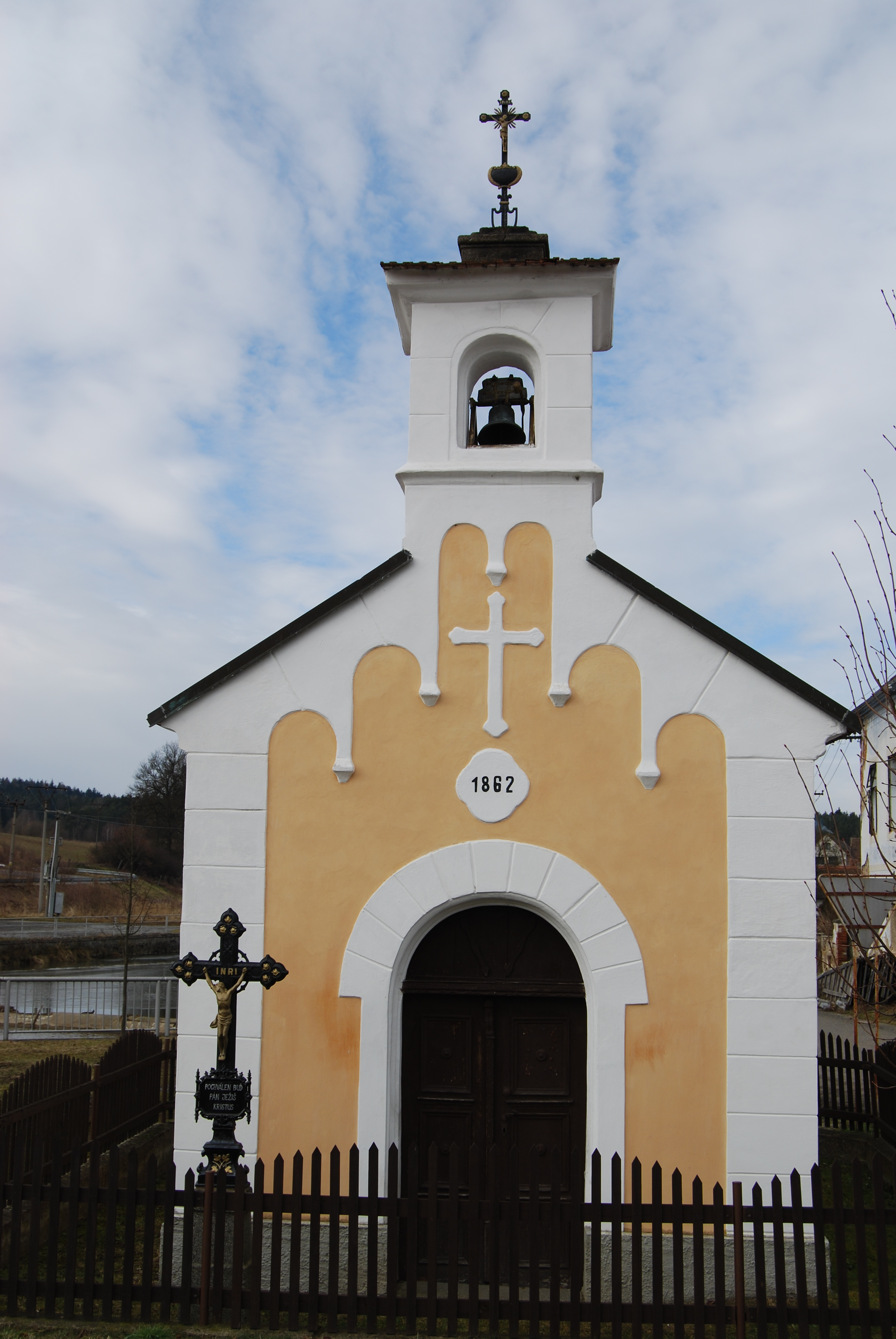
Kaple Nejsvětější Trojice
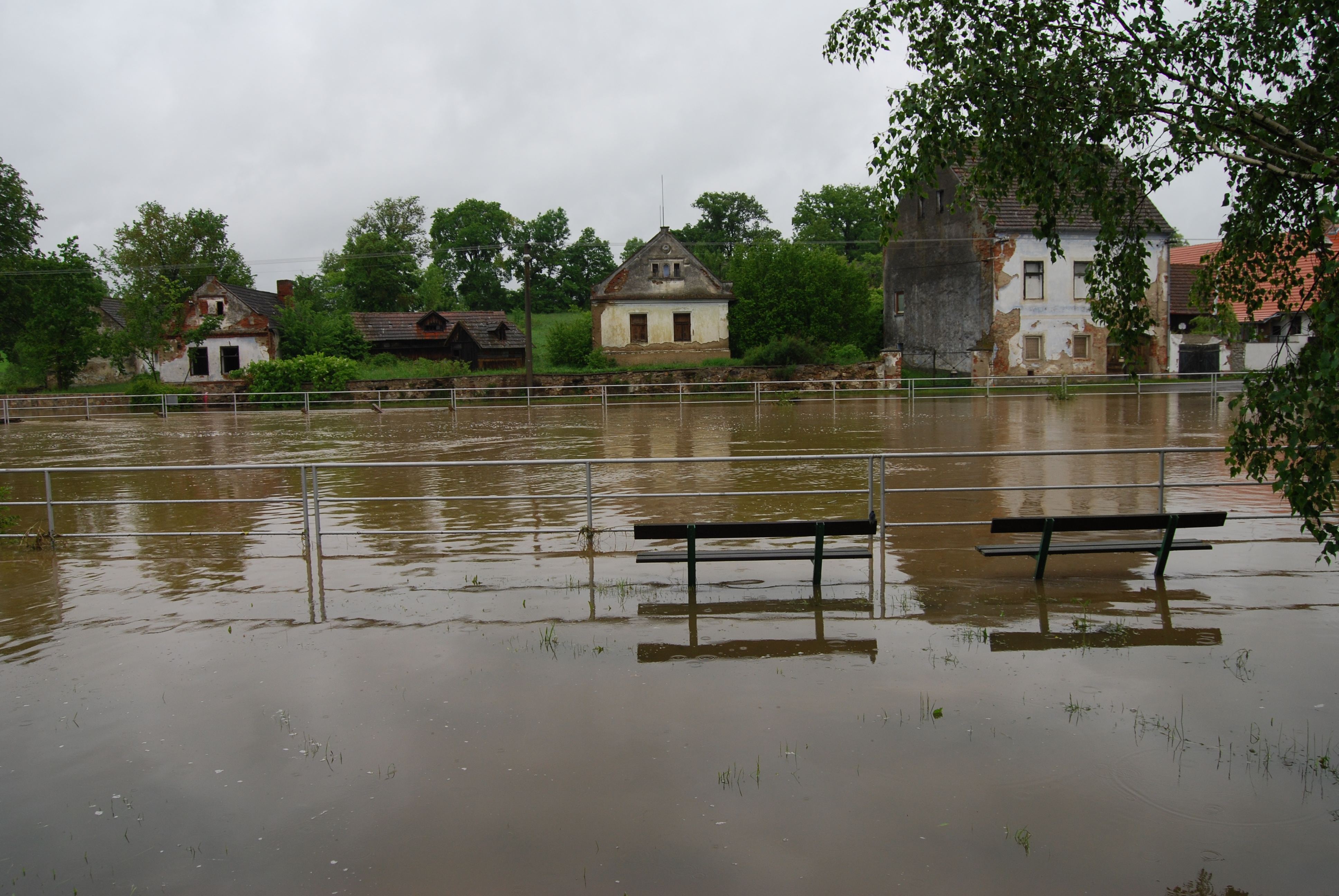
Povodně 2013